# Sint-Donatuspark

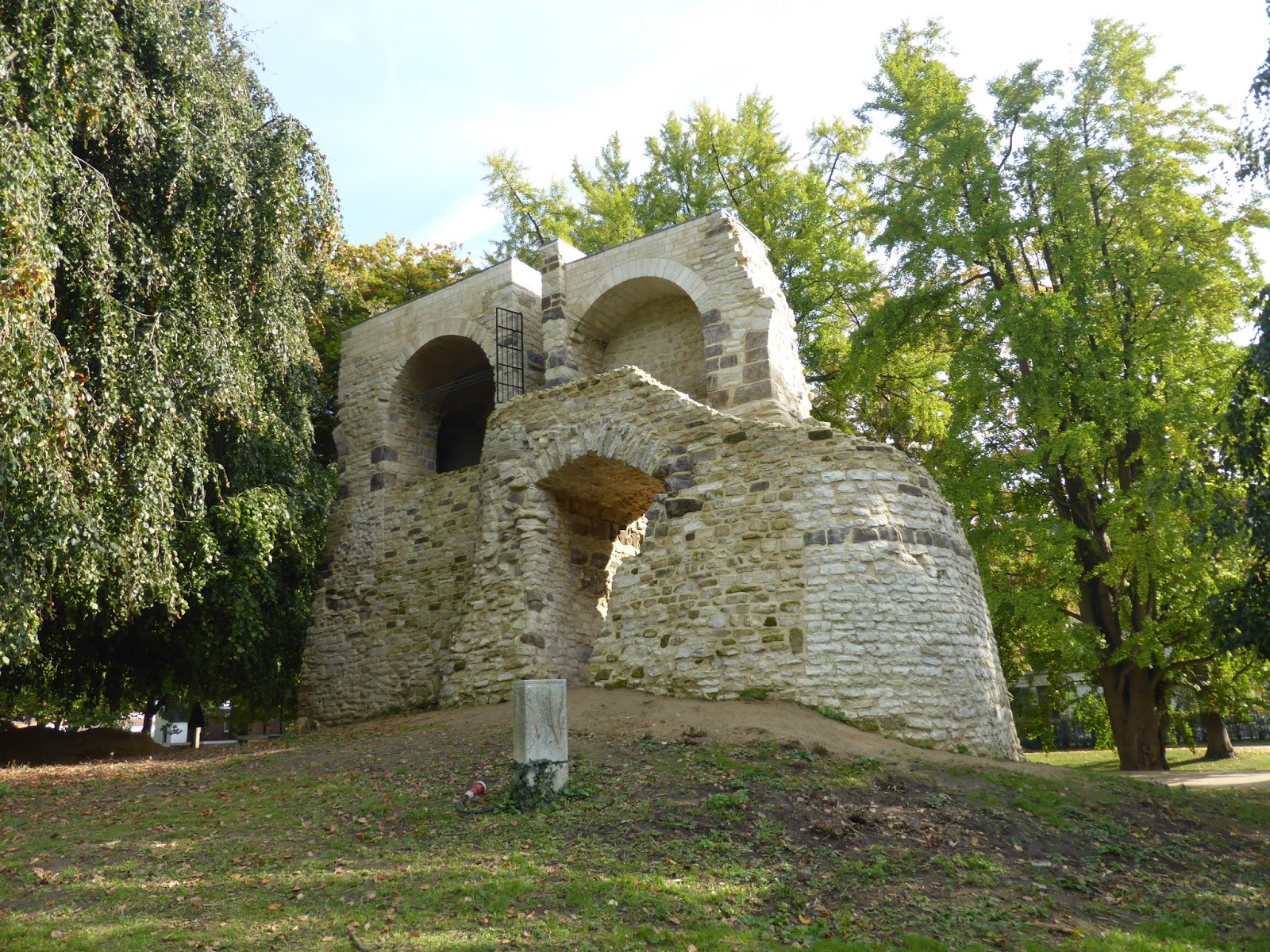
Vernieuwde stadsmuur van Leuven

Het Sint-Donatuspark is een stadspark in de Belgische stad Leuven, gelegen tussen de Charles Deberiotstraat, de Vlamingenstraat en de Tiensestraat. Het park is aangelegd in Engelse landschapsstijl tussen 1869 en 1875 en werd tussen 1993 en 1998 opnieuw aangelegd. Het park heeft een oppervlakte van ongeveer 2,4 hectare.
In de volksmond is het Sint-Donatuspark beter bekend als het stadspark of de Gielenhof (gilden hof).

## Te zien in het park
- In het Sint-Donatuspark bevinden zich restanten van de eerste omwalling rond de stad Leuven uit de 12de eeuw. Het betreft een muurfragment en twee torens, opgetrokken uit zandsteen en ijzerzandsteen.
- Een halfronde gietijzeren en houten muziekkiosk naar ontwerp van stadsarchitect Eugène Frische uit 1898 die een oudere Chinese kiosk uit 1835 verving.
- De classicistische hardstenen toegangspoort van het voormalig Van de Wynckelecollege aan de Tiensestraat, die naar het park werd overgebracht en sinds 1957 de hoofdingang is.
- Een buste van schrijver en dichter Albert Giraud naar ontwerp van Victor Rousseau en ingehuldigd in 1935.
- Het Abrahambeeld dat in 1975 door het Koninklijk Verbond der Jaartallen in de Broekstraat werd geplaatst en later naar de ingang van het stadspark werd overgeplaatst.
- Het beeld Kamerood sesteg dat de Mannen van het Jaar in 2000 aan de stad Leuven schonken. Het beeld is een ontwerp van Jan Rosseels.

## Galerij

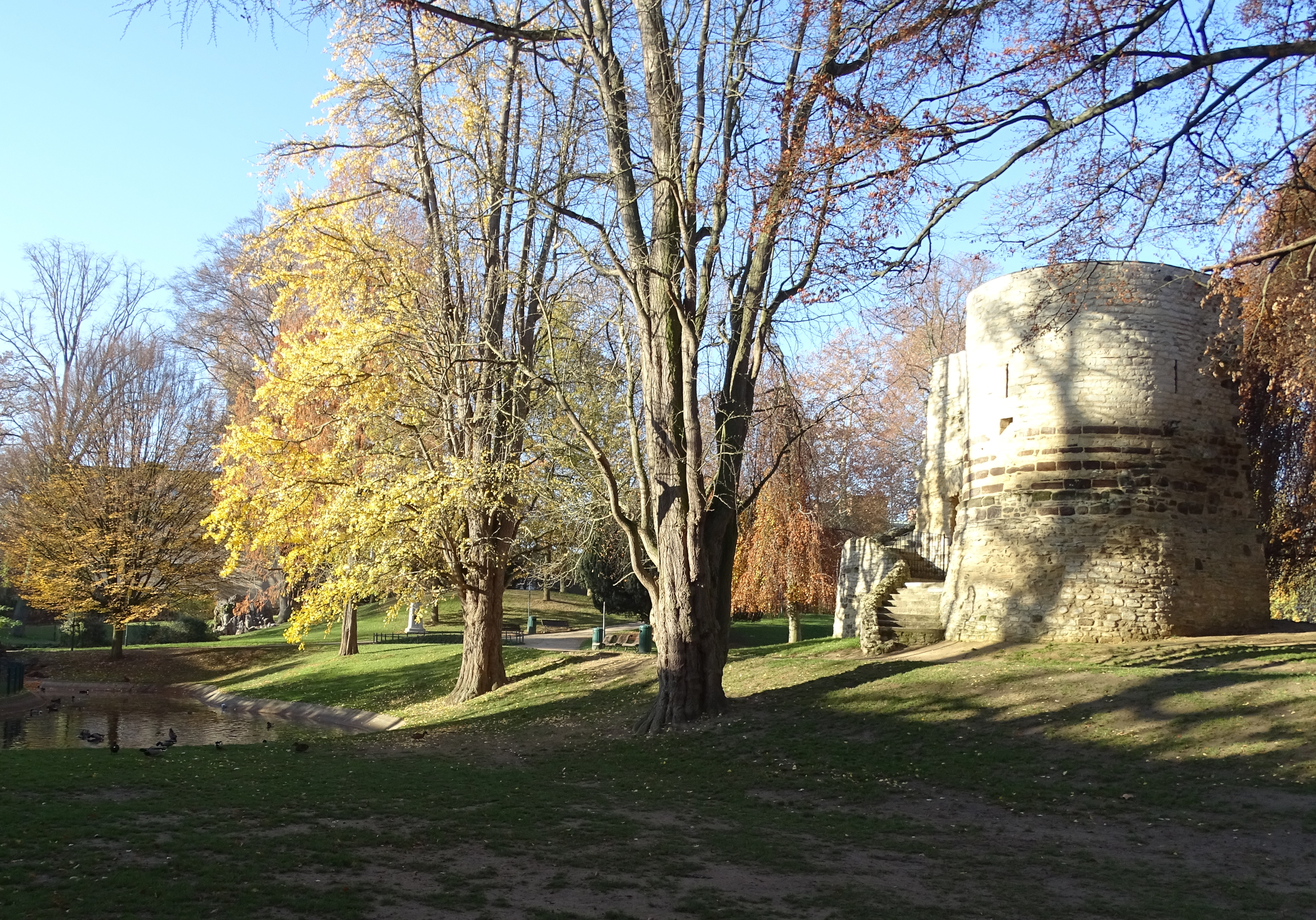
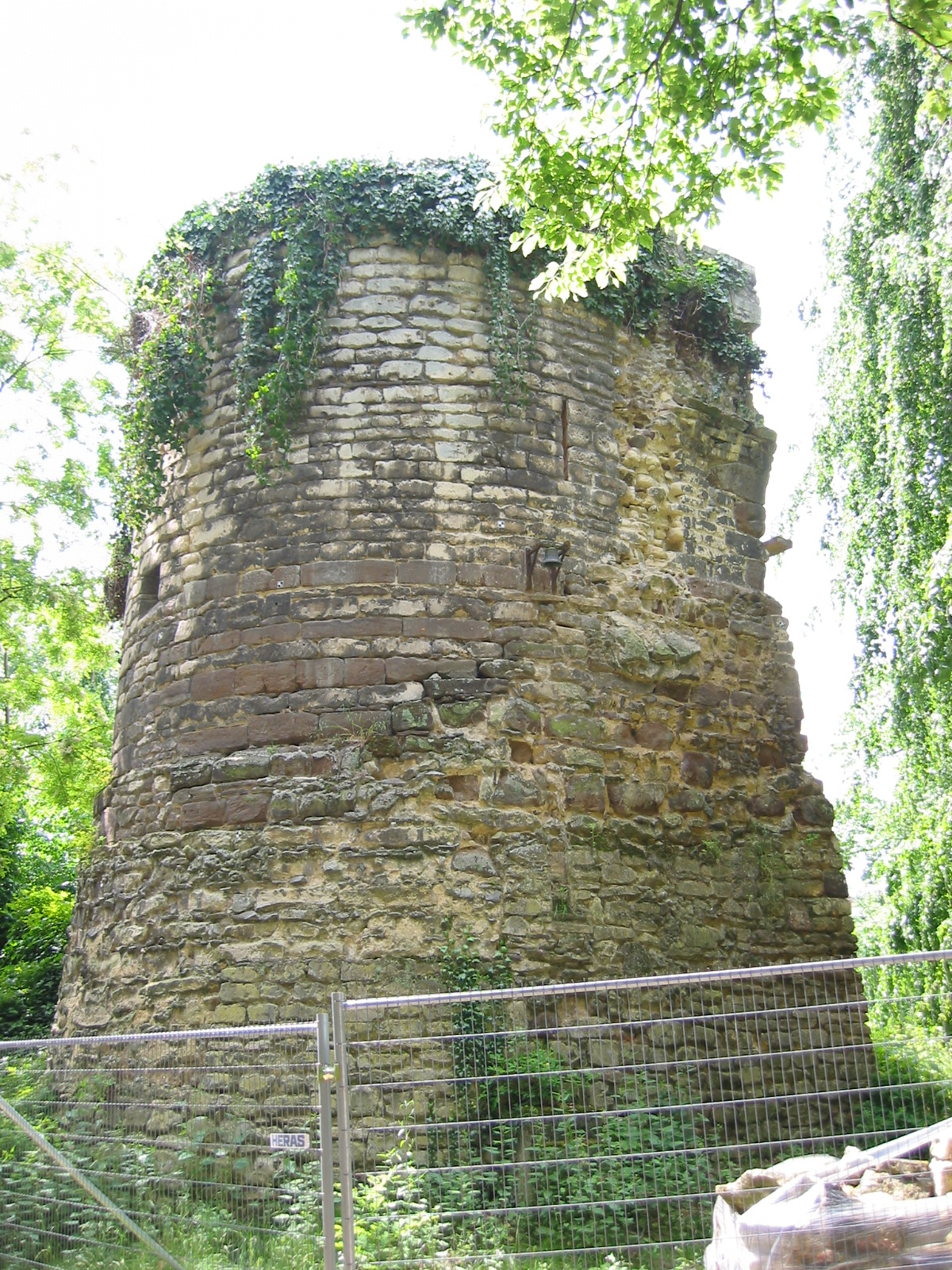
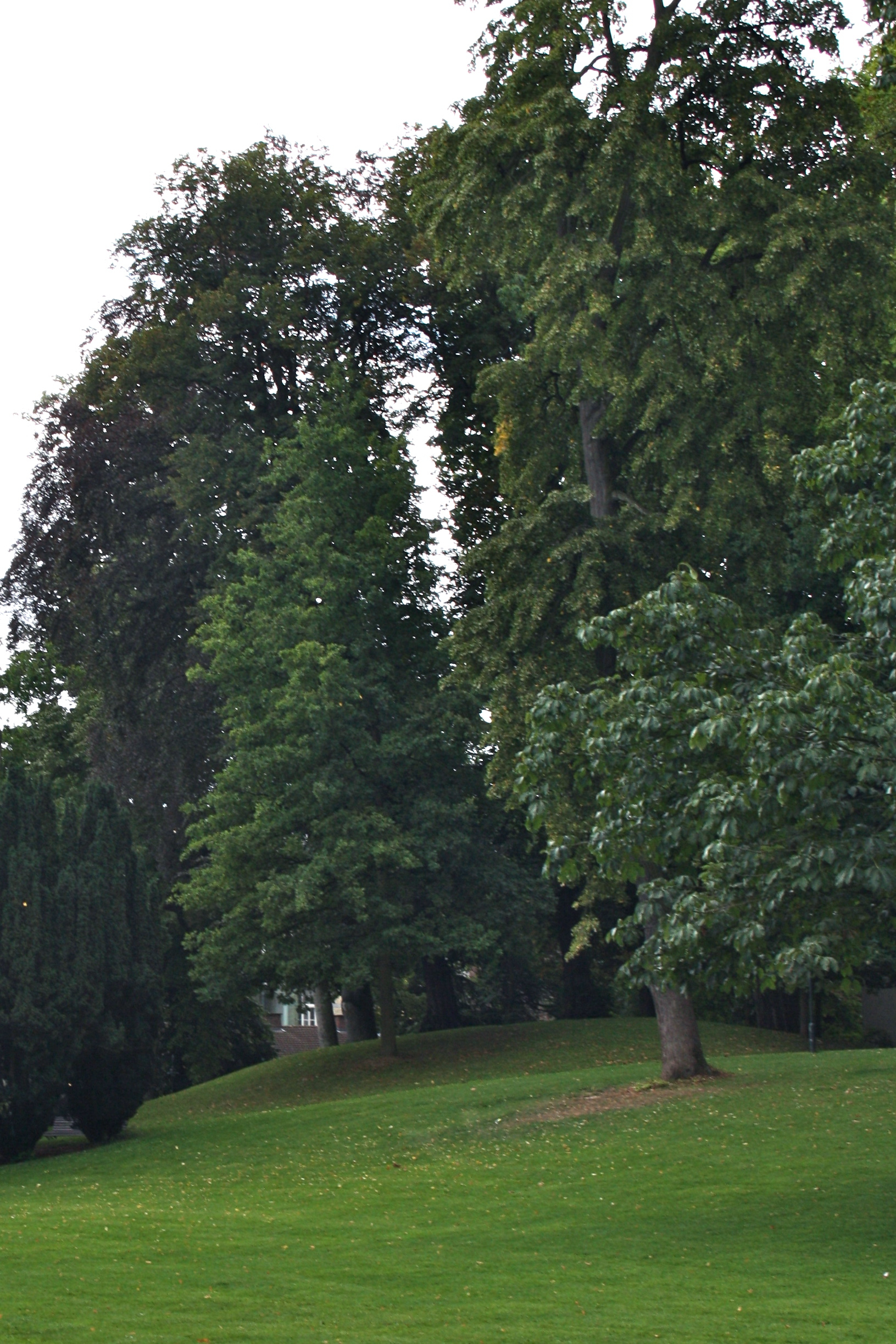
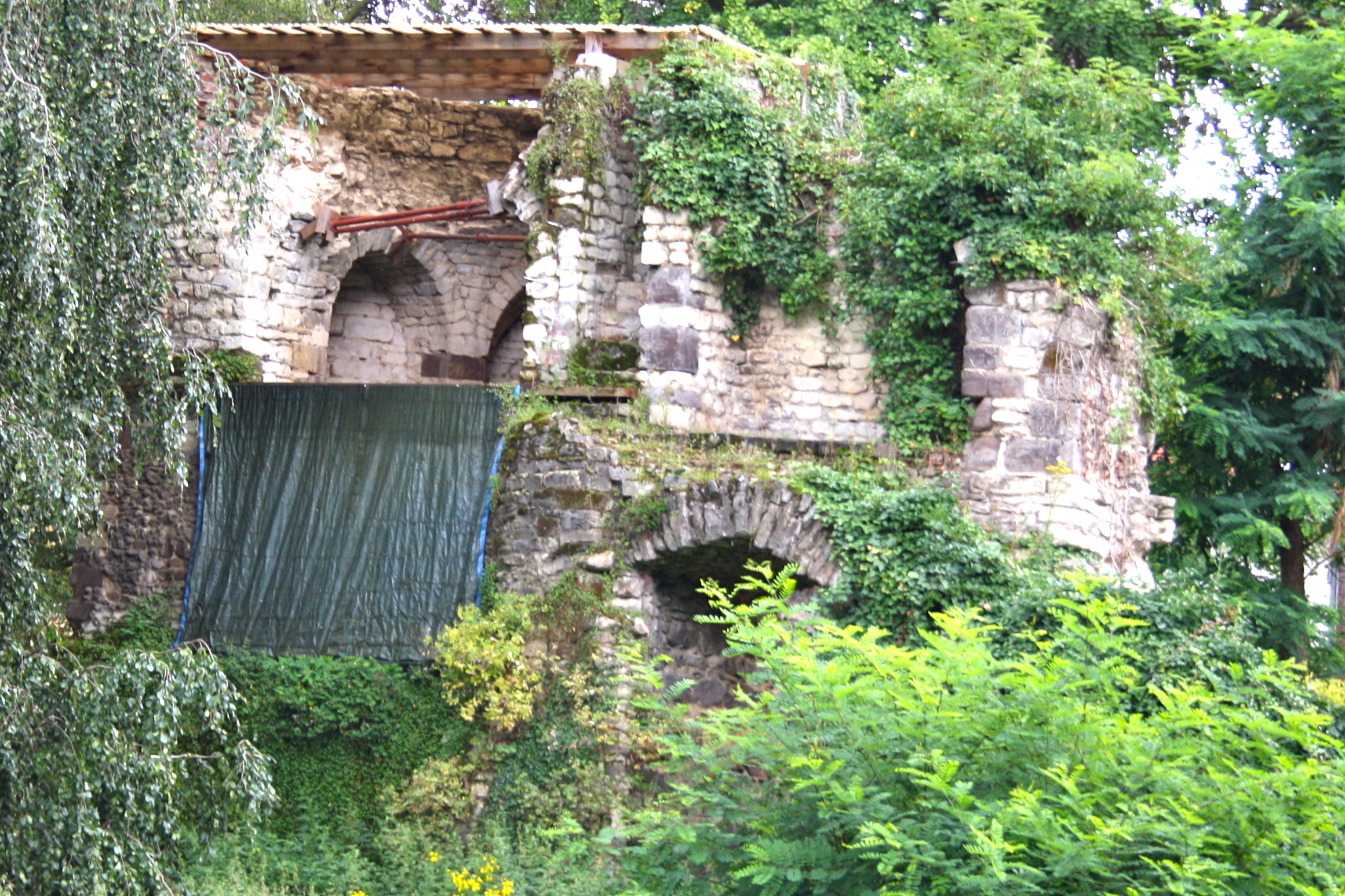
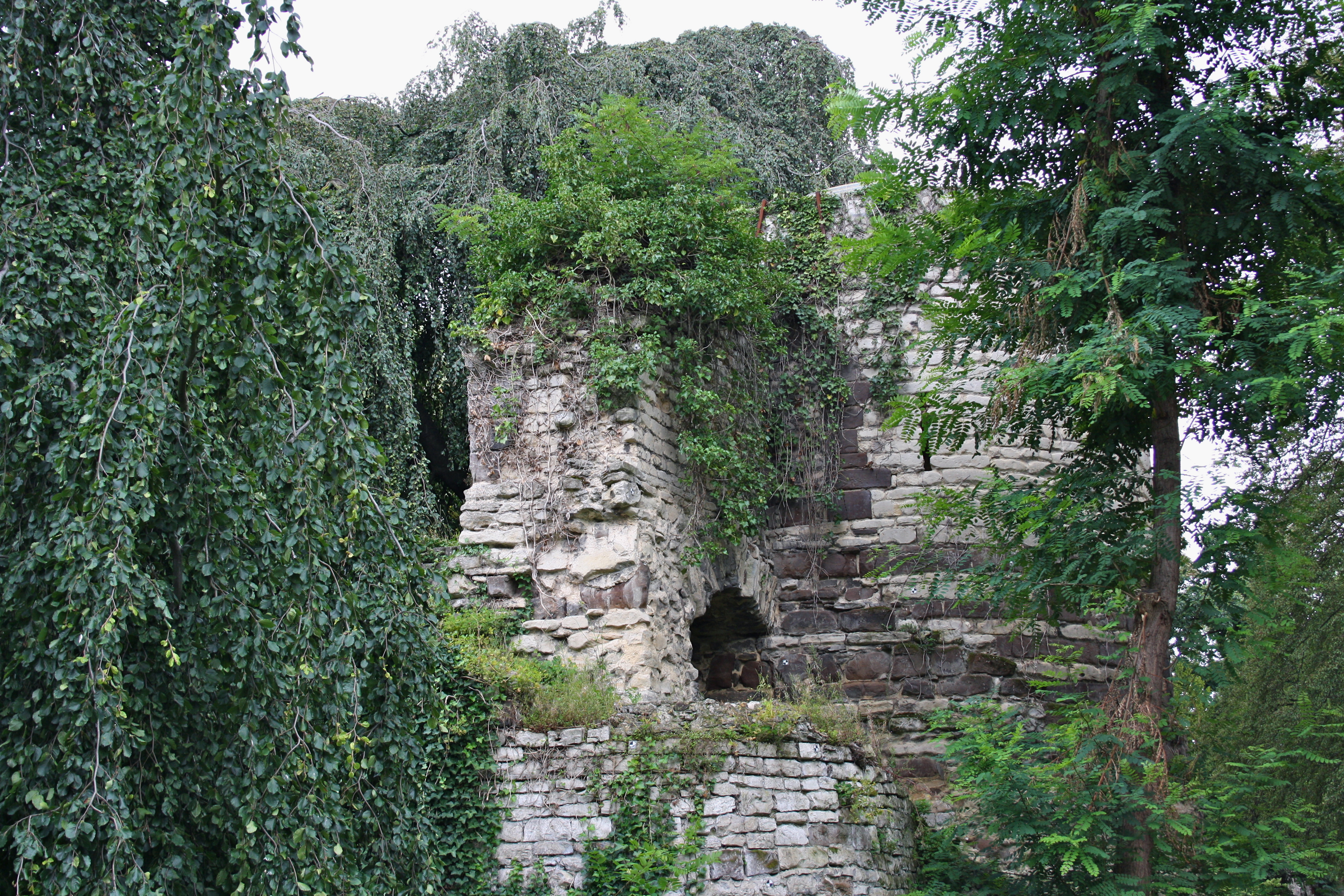
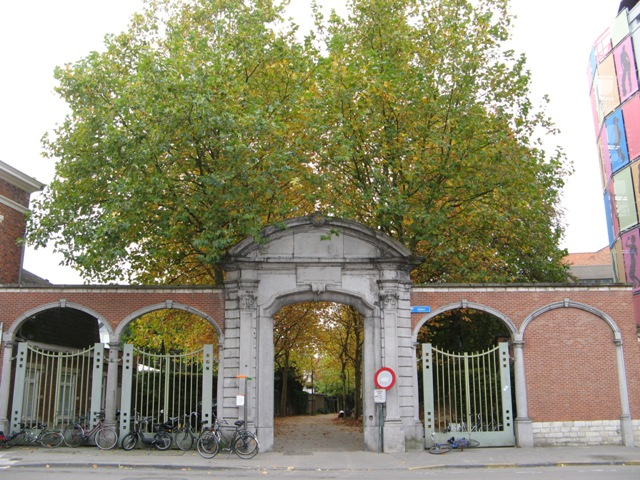
De toegangspoort van het voormalige Van de Wynckelecollege.
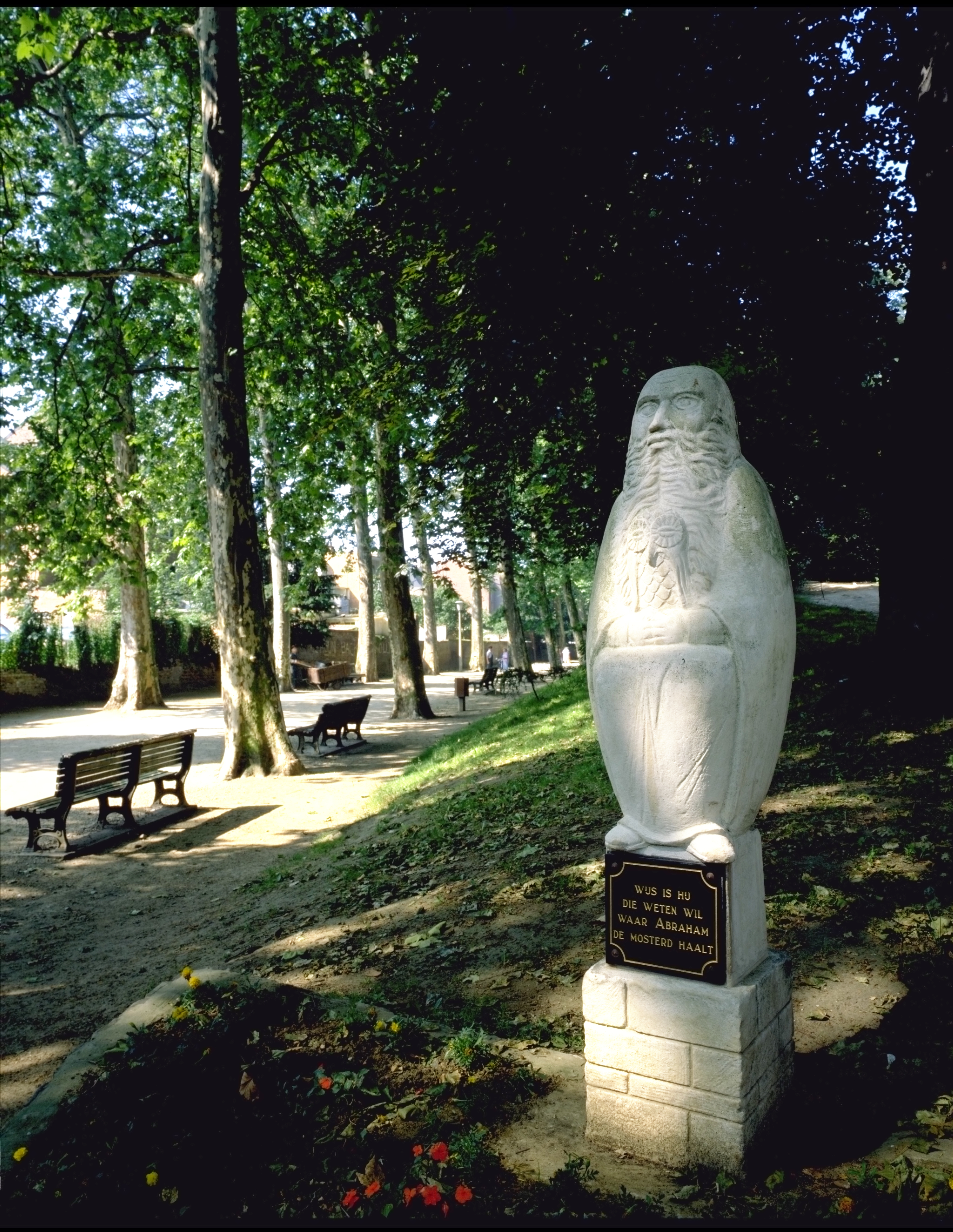
Het Abrahambeeld (1975).
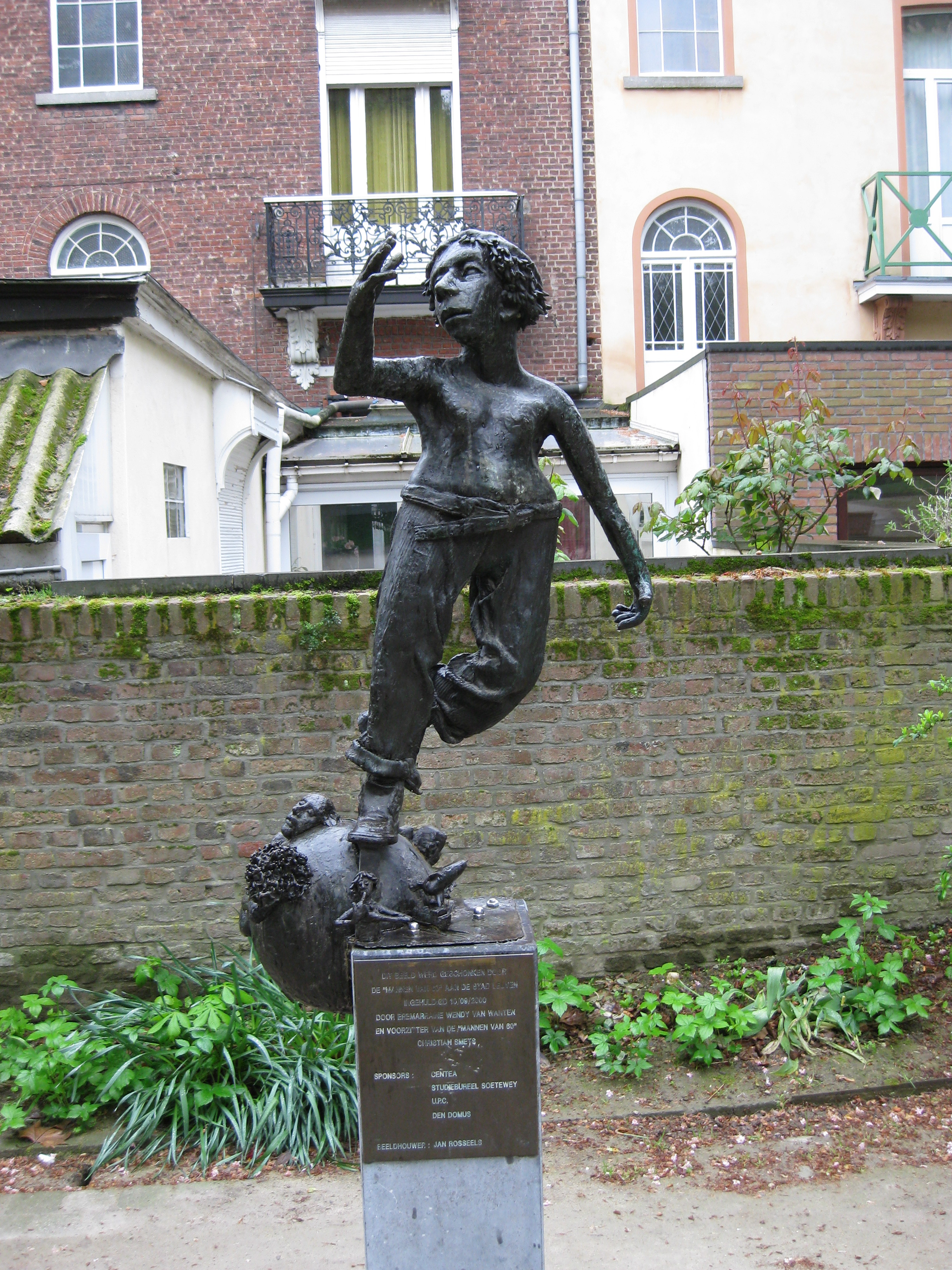
Kamerood sesteg van Jan Rosseels.